# Martin Schwarzbach

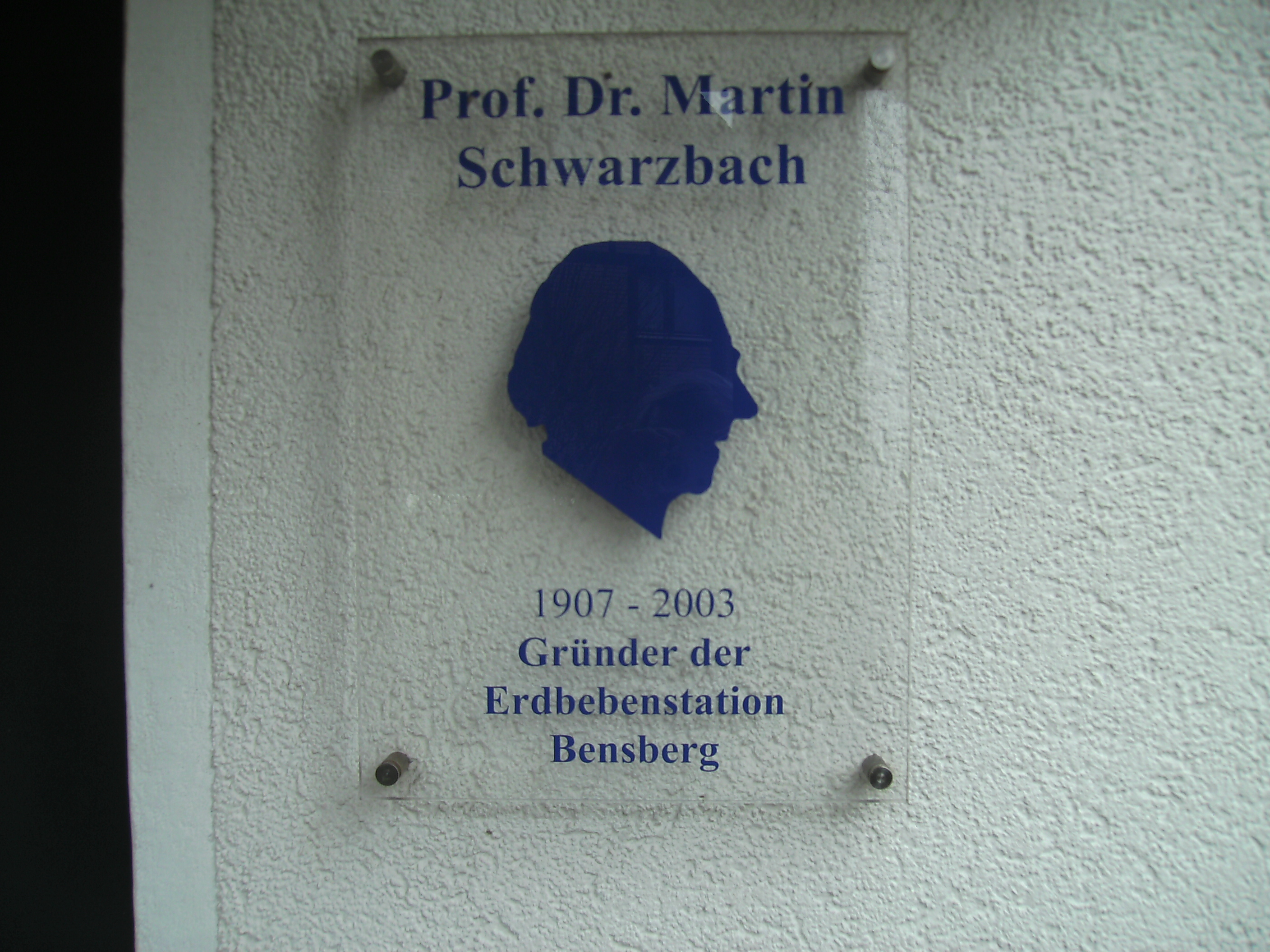
Gedenktafel für Martin Schwarzbach an der Erdbebenstation Bensberg

Martin Schwarzbach (* 7. Dezember 1907 in Polkwitz (heute Polkowice), Niederschlesien; † 24. Dezember 2003 in Bergisch Gladbach) war ein deutscher Geowissenschaftler. Er gilt international als „Vater der Paläoklimatologie“ wegen seiner auf diesem Gebiet geleisteten wissenschaftlichen Pionierarbeit.

## Leben und Werk
Martin Schwarzbach wurde als siebtes Kind eines Mitarbeiters der evangelischen Inneren Mission im niederschlesischen Polkwitz (im heutigen Polen) geboren. Schon in seiner Kindheit zeigten sich naturwissenschaftliche Neigungen und die Begegnung mit fossilhaltigen eiszeitlichen Geschieben weckten sein Interesse an ihrer Entstehung unter den andersartigen klimatischen Bedingungen der Vorzeit. Er besuchte ab 1922 die Aufbauschule in Steinau an der Oder (heute Ścinawa), etwa 30 Kilometer von seinem Heimatort entfernt. Nach einem 1928 mit Auszeichnung bestandenen Abitur entschied er sich für ein Studium der Astronomie an der Universität Heidelberg, das ihm ein Stipendium der Studienstiftung des deutschen Volkes ermöglichte. Bereits im zweiten Semester wechselte er jedoch für ein Studium der Geologie an die Universität Jena. Nach weiteren Stationen in Tübingen und zuletzt Breslau promovierte Schwarzbach 1933 dort bei Erich Bederke zum Dr. phil. über das Kambrium der Oberlausitz, der ältesten fossilen Tierwelt im Deutschen Reich. Seine Nebenfächer waren Mineralogie und Physik.
Schwarzbach erhielt eine Stelle als wissenschaftlicher Assistent und habilitierte sich 1937 mit einer Arbeit über das schlesische Karbon. 1938 wurde er zum Dozenten ernannt und 1944 zum Honorarprofessor an der Universität und Technischen Hochschule Breslau. 1938 erschienen die ersten beiden wissenschaftlichen Veröffentlichungen zur Paläoklimatologie. Mehrere Arbeiten 1941 und 1942 beschäftigen sich mit paläoklimatologischen Fragestellungen in verschiedenen erdgeschichtlichen Epochen, etwa zum Problem der Eiszeit. 1940 heiratete er die promovierte Botanikerin Margarete Dassek. 1943 erfolgte die Einberufung zum Kriegsdienst; nach schwerer Erkrankung wurde Schwarzbach zuletzt im Wehrgeologenstab eingesetzt. Nach Kriegsende arbeitete er wiederum als Assistent in Halle, ab 1946 in Göttingen. Die Nachkriegsbedingungen waren schwierig, so mussten ein 1946 veröffentlichter wissenschaftlicher Aufsatz, sein erster nach dem Krieg, sowie die Vorarbeiten zu seinem 1950 erschienenen wegweisenden Lehrbuch Das Klima der Vorzeit noch in einer Göttinger Wärmehalle entstehen. Von Das Klima der Vorzeit erschienen im Laufe der Jahre mehrere überarbeitete Auflagen (die fünfte 1993) sowie Übersetzungen ins Englische und Russische. 1947 erhielt er einen Ruf an das Geologische Institut der Universität zu Köln, das jedoch im Krieg schwere Zerstörungen erlitten hatte. In den folgenden Jahren musste die Arbeit in verschiedenen provisorisch hergerichteten Räumen stattfinden, ein Umstand, der erst 1964 mit dem Einzug in den Neubau ein Ende fand. Nach dem unerwarteten Tod seiner Frau 1967 heiratete er 1972 ein weiteres Mal (Beate Goldhardt). 1975 wurde er emeritiert.
Schwarzbachs wissenschaftliches Werk zeichnet sich durch einen breiten geowissenschaftlichen Ansatz aus, bei dem die Frage der Eignung der verwendeten Informationen als Klimazeugen im Vordergrund stand. Dabei interpretierte er die paläontologische Befunde von der Paläobotanik bis hin zur Wirbeltierpaläontologie und zog Daten aus Geologie, Meteorologie und Astronomie zur Lösung paläoklimatologischer Probleme heran. Es gelang ihm, die schwer verständlichen klimatologischen Ansätze von Wladimir Peter Köppen und Alfred Wegener zu einer verständlichen Gesamtschau auszubauen. In Köln veranstaltete er schon 1951 und 1964 Tagungen zur Paläoklimatologie. Schwarzbach war lange ein Kritiker einer vorschnellen Anwendung der Strahlungskurve von Milutin Milankovich auf die Geologie. Ein weiter Schwerpunkt in seiner wissenschaftlichen Laufbahn sollte die Beschäftigung mit Island unter besonderer Berücksichtigung klimageschichtlicher Fragen werden. Darüber hinaus veröffentlichte er über 30 Arbeiten zu Themen der Geschichte der Geowissenschaften und der Geschichte der Naturwissenschaften allgemein. 1976 bis 1988 betreute er das Geologenarchiv in Freiburg.
Dem Kölner Geologischen Institut stand Schwarzbach 30 Jahre als Direktor vor. In diese Zeit fielen bedeutende Erweiterungen und Modernisierungen wie die Gründung der Erdbebenstation Bensberg, deren Bau nach dem schweren Erdbeben von Euskirchen am 14. März 1951 auf Initiative Schwarzbachs bereits 1952 begonnen wurde, als man feststellte, dass es bisher keine für die Erdbebenforschung geeignete Einrichtung im Rheinland gab. Der reguläre Betrieb wurde nach einer Probephase 1955 aufgenommen. Schwarzbach wohnte und arbeitete mehr als drei Jahrzehnte in den Stationsräumen. In den Decheniana veröffentlichte er jährlich eine Erdbebenchronik des Rheinlands. Weiterhin setzte er sich für die Einrichtung eines Lehrstuhls für Paläontologie und Eiszeitforschung ein, ferner entstanden leistungsfähige Laboratorien und ein kleines Museum.
Martin Schwarzbach erhielt zahlreiche Ehrungen für seine wissenschaftlichen Verdienste, u. a. das 1968 das Große Bundesverdienstkreuz, 1977 die Steinmann-Medaille, 1980 die Albrecht-Penck-Medaille und 1982 die Hans-Stille-Medaille. Am 24. Dezember 2003 verstarb er nach langer Krankheit im Alter von 96 Jahren. Der Kölner Seismologe und langjährige Leiter der Erdbebenstation Bensberg Ludwig Ahorner (1930–2007) bemerkt in seinem Nachruf, man könne Martin Schwarzbach aufgrund der Vielseitigkeit seiner Forschungsaktivitäten „als einen der letzten Universalgelehrten auf dem Gebiet der Geologie ansehen“.
Seine Kritik am aus seiner Sicht nach dem Zweiten Weltkrieg gesunkenen Niveau des Neuen Jahrbuchs für Geologie, Mineralogie und Paläontologie (er schickte dem Herausgeber Otto Heinrich Schindewolf die Hefte zurück) führte dazu, dass Schindewolf ihn 1949 zum Mitherausgeber machte. Außerdem war er Mitherausgeber der Zeitschriften Eiszeitalter und Gegenwart sowie Palaeogeography, Palaeoclimatology, Palaeoecology.
Schwarzbach spielte in seiner Freizeit Orgel.
Seit 2007 wird Martin Schwarzbach jährlich durch das Martin-Schwarzbach-Colloquium an der Universität zu Köln geehrt.

## Schriften
- Das Klima der Vorzeit. Eine Einführung in die Paläoklimatologie. Enke, Stuttgart 1950, 1961, 1974, 4. Auflage Enke 1988
- Europäische Stätten geologischer Forschung. Anregungen zu Reisebeobachtungen u. zu Reisen. Stuttgart 1970, 2. Auflage Hirzel 1983
- Berühmte Stätten geologischer Forschung. Wissenschaftliche Verlagsgesellschaft, Stuttgart 1970, 1981
- Alfred Wegener und die Drift der Kontinente. Stuttgart 1980, 2. Auflage Wissenschaftliche Verlagsgesellschaft 1989
- Auf den Spuren unserer Naturforscher. Denkmäler und Gedenktafeln. Ein Reiseführer. Hirzel, Stuttgart 1981
- Geologenfahrten in Island. Fischer, Köln 1956, Karawane-Verlag 1964, 1971, 1975, 1983
- Das Cambrium der Oberlausitz. Abhandlungen der Naturforschenden Gesellschaft zu Görlitz. Jg. 32 (1933) Heft 2, S. 7–54
- Das diluviale Klima während des Höchststandes der Vereisung. Zeitschrift Deutsche Geol. Ges., Jg. 92 (1940), S. 565–582
- Bionomie, Klima und Sedimentationsgeschwindigkeit im oberschlesischen Karbon. Zeitschrift Deutsche Geol. Ges., Jg. 94 (1942), S. 511–548
- (als Hrsg.): Naturwissenschaften und Naturwissenschaftler in Köln zwischen der alten und der neuen Universität (1798–1919). (= Studien zur Geschichte der Universität zu Köln, Band 2) Böhlau, Köln 1985, ISBN 978-3-412-00985-4

Von ihm stammen auch Beiträge zum Lehrbuch der allgemeinen Geologie von Roland Brinkmann (1964, 1967).